# Phaegopterini
Phaegopterini (или Phaegopterina) — триба (или подтриба) чешуекрылых из подсемейства медведиц семейства эребид.

## Распространение
Практически все роды насекомых из этой трибы распространены только в Новом Свете, лишь девять обнаружены в Африке и Азии. Это вторая по размеру триба в своем подсемействе медведиц. Для Неотропики приводилось 1720 видов Phaegopterina (Vincent and Laguerre, 2014), что делает её второй крупнейшей среди всех Arctiini, после Arctiina.

## Описание
Как правило, среднего размера бабочки (размах крыльев от 20 до 90 мм), ярко окрашенные, мохнатые, с толстым туловищем и широкими крыльями. Ведут ведут ночной образ жизни. Некоторые виды  демонстрируют половой диморфизм. Многие имеют апосематическую окраску на крыльях и по всему телу, а на брюшке часто присутствуют чередующиеся цветные полосы. Обладают парой тимпанальных органов, расположенных по обе стороны от метаторакса над дыхальцами. Гусеницы этой трибы чешуекрылых питаются различными растениями.
Гусеницы некоторых видов поглощают пирролизидиновые алкалоиды растений-хозяев и используют их для защиты от хищников и синтеза феромонов. Фармакофагия имаго (поглощение в непитательных целях пирролизидиновых алкалоидов) наиболее распространена в группе Halysidota group, в том числе, зарегистрировано для родов Leucanopsis, Halysidota и Pseudohemihyalea (а также среди Pericopina, Euchromiina и Ctenuchina).

## Систематика
Группа была впервые выделена английским энтомологом Уильямом Форселлом Кёрби (1844—1912) в ранге подсемейства Phaegopterinae. Разными авторами рассматривается в ранге трибы Phaegopterini или подтрибы Phaegopterina в составе Arctiini (в связи с общим понижением ранга медведиц с семейства до подсемейства).
В состав трибы включают 154 рода и разделяют их на четыре группы видов, в том числе:
- Amerila Walker, 1855
- Parathyris Hübner, [1819]
- Gonotrephes Hampson, 1909
- Zaevius Dyar, 1910
- Robinsonia Grote, [1866]
- Ischnognatha Felder, 1874
- Neidalia Hampson, 1901
- Idalus Walker, 1855
  - Idalus herois Schaus, 1889
- Arctiarpia Travassos, 1951
- Aphyle Walker, 1855
- Senecauxia Toulgoët, [1990]
- Phaeomolis Hampson, 1901
- Xanthoarctia Travassos, 1951
- Premolis Hampson, 1901
- Azatrephes Hampson, 1905
- Zatrephes Hübner, [1819]
- Eupseudosoma Grote, [1866]
- Nyearctia Watson, 1975
- Symphlebia Felder, 1874
- Amaxia Walker, 1855
- Pseudepimolis Vincent & Laguerre, 2013
- Eucyrta Felder & Rogenhofer, 1874
- Evius Walker, 1855
- Demolis Hampson, 1901
- Neonerita Hampson, 1901
- Scaptius Walker, 1855
- Diaphanophora Gibeaux & Coenen, 2014
- Araeomolis Hampson, 1901
- Eriostepta Hampson, 1901
- Schalotomis Hampson, 1920
- Hyponerita Hampson, 1901
- Haplonerita Hampson, 1911
- Syntomostola Dognin, 1912
- Coiffaitarctia Toulgoët, 1990
- Trichromia Hübner, [1819]
- Rhipha Walker, 1854
- Sutonocrea Butler, 1876
- Cratoplastis Felder, 1874
- Gorgonidia Dyar, 1898
- Disconeura Bryk, 1953
- Lepidokirbyia Travassos, 1943
- Machaeraptenus Schaus, 1894
- Apyre Walker, 1854
- Apiconoma Butler, 1876
- Euplesia Felder, 1874
- Ormetica Clemens, 1861
- Selenarctia Watson, 1975
- Aphyarctia Watson, 1975
- Melanarctia Watson, 1975
- Viviennea Watson, 1975
- Pryteria Möschler, 1883
- Ordishia Watson, 1975
- Amphelarctia Watson, 1975
- Emurena Watson, 1975
- Regobarrosia Watson, 1975
- Himerarctia Watson, 1975
- Astralarctia Watson, 1975
- Ernassa Walker, 1856
- Echeta Herrich-Schäffer, [1855]
- Melinda Pinas, 2000
- Cresera Schaus, 1894
- Castrica Schaus, 1896
- Hypidalia Hampson, 1901
- Thyromolis Hampson, 1901
- Hyperandra Hampson, 1901
- Cissura Walker, 1854
- Melese Walker, 1854
- Fasslia Dognin, 1911
- Bertholdia Schaus, 1896
- Soritena Schaus, 1924
- Xanthophaeina Hampson, 1901
- Haemanota Hampson, 1901
- WatsonidiaToulgoët, 1981
- Glaucostola Hampson, 1901
- Hyperthaema Schaus, 1901
- Ochrodota Hampson, 1901
- Pydnaodes Hampson, 1911
- Tessellarctia Hampson, 1901
- Pseudotessellarctia Travassos, 1949
- Tessellota Hampson, 1901
- Tessella Breyer, 1957
- Pachydota Hampson, 1901
- Carathis Grote, [1866]
- Nezula Schaus, 1896
- Dialeucias Hampson, 1901
- Thysanoprymna Butler, 1875
- Baritius Walker, 1855
- Neozatrephes Druce, 1893
- Graphea Schaus, 1894
- Tricypha Möschler, 1878
- Pelochyta Hübner, [1819]
- Stidzaeras Druce, 1905
- Ammalo Walker, 1855
- Mazaeras Walker, 1855
- Sychesia Möschler, 1878
- Pitane Walker, 1854
- Elysius Walker, 1855
- Onythes Walker, 1855
- Pseudapistosia Möschler, 1878
- Purius Walker, 1855
- Ischnocampa Felder, 1874
- Pseudischnocampa Rothschild, 1935
- Pagara Walker, 1856
- Trocodima Watson, 1980
- Epicrisias Dyar, 1912
- Opharus Walker, 1855
- Pithea Walker, 1856
- Bernathonomus Fragoso, 1953
- Calidota Dyar, 1901
- Phaegoptera Herrich-Schäffer, [1853]
- Pseudopharus Hampson, 1901
- Pseudohemihyalea Rego Barros, 1956
- Praeamastus Toulgoët, [1992]
- Apocrisias Franclemont, 1966
- Machadoia Rego Barros, 1956
- Wanderbiltia Rego Barros, 1958
- Pseudamastus Toulgoët, 1985
- Amastus Walker, 1855
- Romualdia Rego Barros, 1957
- Metacrisia Hampson, 1901
- Hypocrisias Hampson, 1901
- Mellamastus Rego Barros, 1959
- Lepidolutzia Rego Barros, 1956
- Lepypiranga Rego Barros, 1966
- Turuptiana Walker, 1869
- Munona Schaus, 1894
- Hyalarctia Schaus, 1901
- Psychophasma Butler, 1878
- Hypidota Schaus, 1904
- Nannodota Hampson, 1911
- Anaxita Walker, 1855
- Carales Walker, 1855
- Lepidozikania Travassos, 1949
- Halysidota Hübner, [1819]
- Westindia Vincent in Vincent, Hajibabaei & Rougerie, 2014
- Haemaphlebiella Collins, 1962
- Lophocampa Harris, 1841
- Leucanopsis Rego Barros, 1956
- Lepidojulia Orfila, 1952
- Metaxanthia Druce, 1899
- Arctagyrta Hampson, 1901
- Agaraea Herrich-Schäffer, [1855]
- Biturix Walker, 1855
- Euerythra Harvey, 1876
- Neoplynes Hampson, 1900
- Cycnia Hübner, 1818
- Euchaetes Harris, 1841
- Pygarctia Grote, 1871
- Pygoctenucha Grote, 1883
- Pareuchaetes Grote, [1866]
- Lerina Walker, 1854
- Ectypia Clemens, 1861
- Aemilia Kirby, 1892
- Venedictoffia Toulgoët, 1977